# Кецалкоатл
Кецалкоатл или квецалкоатл (перната змија) на језику наватл народа Астека назив је за пернато змијолико божанство античке средњоамеричке културе. Према средњоамеричком миту, Кецалкоатл је такође и митски херој од којег потичу готово сви средњоамерички народи. У тим митовима он је често описиван као божански вођа Толтека из Толана, који су након протеривања из Толана путовали на југ или исток у потрази за новим градовима и краљевствима. Многе различите средњоамеричке културе (Маје, Киче, Пипил, Астеци) тврде да су једини прави потомци Кецалкоатла, а тиме и митских Толтека. У 17. веку, Икстлилксочитл , потомак астечке краљевке породице и историчар народа Нахуа, написао је, „Кецалкоатл у свом дословном смислу значи 'змија драгоценог перја', али у алегоријском смислу 'најмудрији од људи'”.
На храму пернате змије у Теотивакану, који је изграђен у првом веку пре нове ере или првом веку нове ере, налазе се најстарији познати прикази пернате змије.

## Прошлост и порекло
Име Кецалкоатл дословно значи кецал змија. На језику Нахуатл реч quetzalli значи „дуго зелено перо”, али касније се односио и на птицу од које потиче то перје: блиставог кецала. Перје кецала била су ретка и драгоцена роба у астечкој култури. Тако је комбинација quetzalli, „драгоценог пера”, и coatl, „змије”, често била интерпретирана као ознака за змију с перјем птице кецала. Локално значење у другим средњоамеричким језицима је једнако. Цивилизација Маја с Јукатана познавала га је као Kukulk'an; Киче-Маје из Гватемале као Guk'umatz, а оба имена у преводу имају значење „перната змија”.
Божанство Пернате Змије било је важно у уметности и религији у већини земаља Средње Америке готово 2000 година, од предкласичне ере све до времена шпанских колонизатора. Многе цивилизације су поштовале Пернату Змију, укључујући Олмеке, Микстеке, Толтеке, Астеке, а прихватили су је од народа из Теотивакана и Маје.
Култ змије у Средњој Америци је врло стар; постоје прикази змија с птицоликим карактеристикама још из 12. века пре нове ере. Змија симболизује земљу и вегетацију, али у Теотивакану (око 150. године пре нове ере) дају јој и драгоцено перје кецала, као што се може видети у муралима града. Најразрађенији приказ долази из старог Кецалкоатловог храма, izgrađenog oko 200. godine pre nove ere, na kojem se vidi čegrtuša s dugim zelenim perjem кецала.
Теотихуакан је посвећен Тлалоку, воденом богу, истовремено када је и Кецалкоатл, као змија, представљао плодност земље, те је био подређен Тлалоку. Како се култ развијао, тако је и божанство Кецалкоатла постало независно од Тлалока.
С временом је Кецалкоатл постао један од богова и попримио је њихова обележја. Кецалкоатл је често повезиван с Ехекатлом, богом ветра, и представљао је силе природе, а такође се повезивао и с јутарњом звездом даницом (Венером). Кецалкоатл је постао симбол кише, божанске воде и ветрова, а Тлалок је сиболизовао бога земаљске воде, воде у језерима, кавернама и рекама те бога вегетације. С временом, Кецалкоатл се преобразио у једног од богова створитеља (Ипалнемохуани).
Утицај Теотихуакана налази се код Маја, који су га присвојили као Кукулкана. Маје су га поштовали као биће кроз које се јављају богови.
У Шочикалку (700—900 године), политичке класе почеле су да тврде да оне владају у име Кецалкоатла те је презентација бога постала више у облику човека. Утицали су на Толтеке те су толтечки владари почели за себе употребљавати назив Кецалкоатл. Толтеци су тако представљали Кецалкоатла као човека с божанским атрибутима, а ти атрибути били су такође повезани с њиховим владарима.
Најпознатији такав владар био је Топилцин Ке Акатл Кецалкоатл. Ке Акатл значи „једна цев” и то је календарско име владара (923—947), о којему су легенде постале готово нераздвојне од божанских значења. Толтеци су повезивали Кецалкоатла с властитим богом, Тезкатлипоком, и стављали их у истовремену позицију непријатеља и близанаца. Легенде о Ке Акалту говоре о томе да је он сматрао своје лице ружним, те је пустио браду да га сакрије, а с временом је почео да носи и белу маску. Ова легенда је искривљена те су прикази Кецалкоатла као човека с белом брадом постали учестали.
Нахуе су пак легенду о Кецалкоатлу помешали са својим легендама. Кецалкоатл се сматрао зачетником уметности, песништва и свог знања. Лик Ке Акатла постао је нераздвојан од лика бога.

## Обележја
Тачна симболика и обележја Кецалкоатла варирају између цивилизација и кроз историју. Кецалкоатл се често сматрао богом јутарње звезде, а његов брат близанац Xолотл богом вечерње звезде (Венере). По јутарњој звезди био је познат и под именом Тлауицкалпантекутли, са значењем „господар звезде данице”. Сматрао се изумитељем књига и календара, давалац кукуруза људској врсти, а понекад је био и симбол смрти и ускрснућа. Кецалкоатл је такође био и заштитник свештеника, а то име су носили и високи свештеници цивилизације Астека.
Већина средњоамеричких веровања укључују циклусе светова. Обично је наше, тренутно време сматрано као пети свет, а претходна четири уништили су пожари и поплаве. Кецалкоатл је наводно отишао у Миктлан, подземни свет, и тамо створио људску врсту петог света од костију претходних раса (све то уз помоћ Сијакоатлe), давајући им своју крв, од ране коју је нанео на ушним шкољкама, листовима, језику и пенису, како би испунио кости животом.
Рођење њега и његовог близанца Xолотла било је неуобичајено; било је то девичанско рођење божице Коатликуе. С друге стране, Кецалкоатл је био син Ксочикецале i Микскоатла.
Према једној астечкој причи, Кецалкоатла је завела Тезкатлипока тако што га је напила и навела да проведе ноћ са свештеницом која је била у целибату, а он се након тога сам покајнички спалио до смрти. Његово срце постало је јутарња звезда.